# Jan Michejda

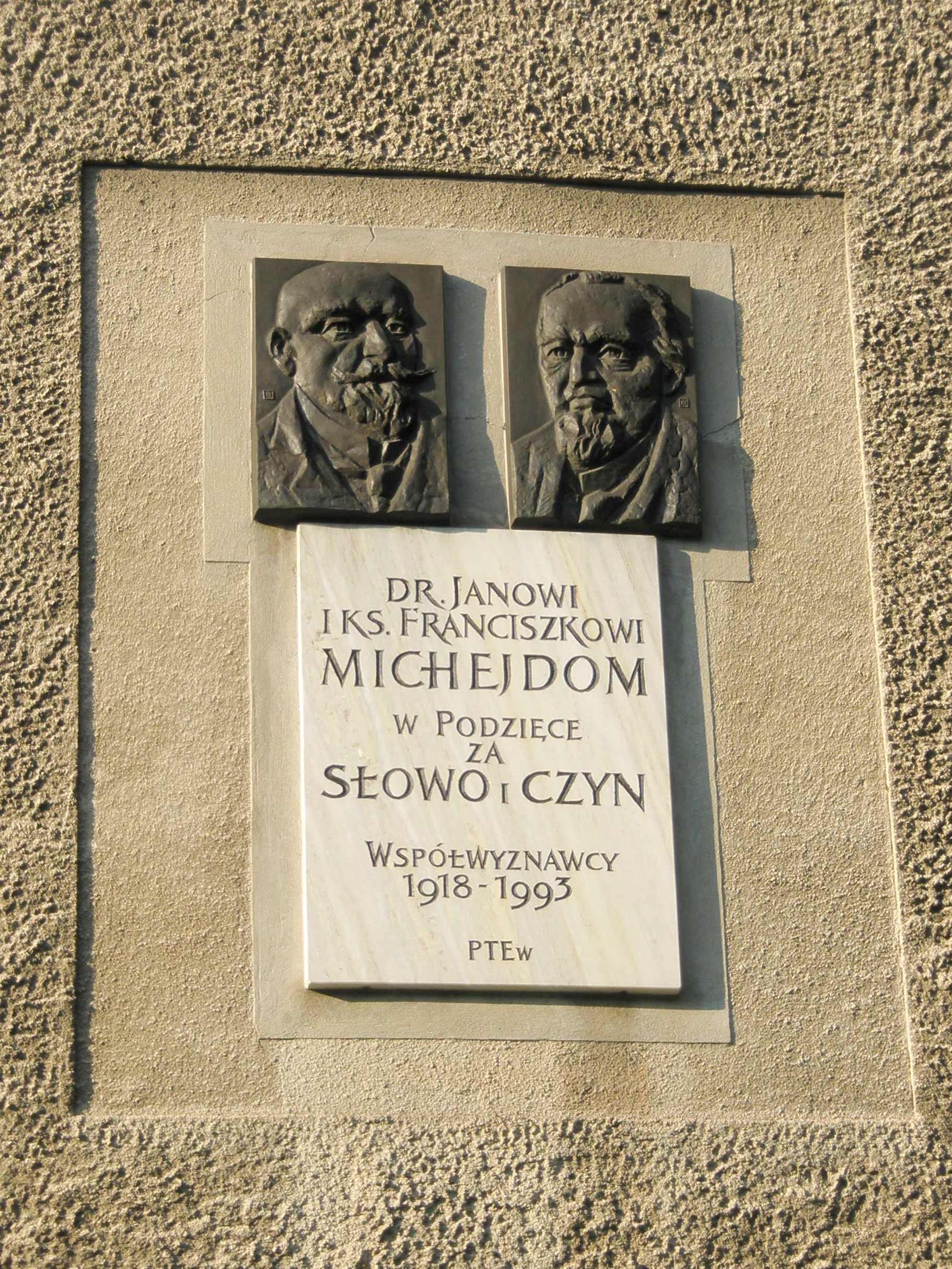
Płyta pamiątkowa Jana i Franciszka Michejdów w Cieszynie

Jan Michejda (ur. 18 lipca 1853 w Olbrachcicach, zm. 14 maja 1927 w okolicach Skoczowa) – prawnik, polski działacz narodowy, burmistrz miasta Cieszyn.

## Biografia
Pochodził z ewangelickiej rodziny chłopskiej. Syn Franciszka i Anny z Czechów. Po ukończeniu nauki w gimnazjum ewangelickim w Cieszynie, rozpoczął w roku 1871 studia prawnicze na Uniwersytecie Jagiellońskim w Krakowie, które dokończył w 1875 w Wiedniu. Stopień doktora uzyskał 15 listopada 1877. Po odbyciu służby wojskowej w 1882 powrócił do Cieszyna, gdzie otworzył własną kancelarię prawniczą.
Od czasów młodzieńczych aktywny społecznie, już w okresie nauki w gimnazjum był przewodniczącym polskiej organizacji uczniowskiej „Wzajemność”. Od 1880 brał czynny udział w pracy polskich stowarzyszeń na Śląsku Cieszyńskim. Współpracował wówczas ze swym bratem Franciszkiem. Był współzałożycielem Politycznego Towarzystwa Ludowego, Macierzy Szkolnej dla Księstwa Cieszyńskiego, cieszyńskiego oddziału Polskiego Towarzystwa Gimnastycznego „Sokół”, Związku Spółek Rolniczych, Związku Kas Spółkowych systemu Raiffeisena, a także wielu szkół. 24 października 1891 uczestniczył w pierwszym walnym zebraniu Towarzystwa Gimnastycznego „Sokół” w Cieszynie, którego został pierwszym prezesem .
Należał do czołowych działaczy miejscowego Stronnictwa Narodowego (SN) a następnie należał, wraz z bratem Franciszkiem, do głównych przywódców Polskiego Zjednoczenia Narodowego (PZN), powstałego w 1911 w wyniku fuzji SN z Polskim Stronnictwem Ludowym. W latach 1890–1918 był posłem do Śląskiego Sejmu Krajowego w Opawie, gdzie bronił spraw polskich. Był również rzecznikiem polsko-czeskiego porozumienia. Od 30 września 1902 do 1 lipca 1919 był członkiem Wydziału Krajowego w Opawie oraz członkiem Rady Szkolnej Krajowej.
Poseł do austriackiej Rady Państwa X kadencji (31 stycznia 1901 – 30 stycznia 1907) z kurii gmin wiejskich Śląska Cieszyńskiego, oraz XII kadencji (17 lipca 1911 – 28 października 1918) z okręgu wyborczego nr 13 Cieszyn-Jabłonków. Był także członkiem Rady Rolniczej przy Min. Rolnictwa w Wiedniu. Członek Koła Polskiego w Wiedniu, przez pewien czas jego wiceprzewodniczący. Na forum parlamentu austriackiego zajmował się głównie sprawą równouprawnienia językowego i narodowego ludności polskiej, sprawami rolnymi i sprawami szkolnictwa polskiego na Śląsku Cieszyńskim.
Po upadku Austro-Węgier w końcu 1918 był jednym z trzech prezydentów Rady Narodowej Księstwa Cieszyńskiego, przez którą został mianowany naczelnikiem Tymczasowego Rządu Krajowego Księstwa Cieszyńskiego. Po podziale Śląska Cieszyńskiego w roku 1920 został komisarzem rządowym Cieszyna, a w 1922 pierwszym polskim burmistrzem miasta. Zmarł podczas uroczystości oddania do użytku linii kolejowej Skoczów-Chybie. Pochowany na Cmentarzu Komunalnym w Cieszynie.

## Życie osobiste
Ożeniony był z Otylią z Foglarów, z którą miał dwóch synów: Alfreda i Stanisława oraz dwie córki Elżbietę (późniejszą żonę Hugona Konigsbergera) i Annę (późniejszą żonę Krystiana Świątkowskiego).

## Ordery i odznaczenia
- Krzyż Komandorski Orderu Odrodzenia Polski – 2 maja 1924[5]„za zasługi, położone dla Rzeczypospolitej Polskiej na polu pracy narodowej na Śląsku Cieszyńskim”[6]